# Малка еления
Малката еления (Elaenia chiriquensis) е вид птица от семейство Tyrannidae.

## Разпространение
Видът е разпространен в Аржентина, Боливия, Бразилия, Венецуела, Гвиана, Еквадор, Колумбия, Коста Рика, Панама, Парагвай, Перу, Суринам, Тринидад и Тобаго и Френска Гвиана.